# Lambert Joseph Meerts
Lambert Joseph Meerts (Brussel·les, 11 de gener de 1800 - Brussel·les, 13 de maig de 1863) fou un violinista belga.
Als 16 anys entrà en l'orquestra del teatre d'Anvers, i el 1853, després d'haver residit molt de temps a París, fou nomenat professor del Conservatori reial de Brussel·les, on forma alumnes notables entre ells en Waefelghem i en Julius Eichberg.
Les seves obres didàctiques foren molt apreciades, i entre elles mereixen citar-se: 
- Etudes de violon avec accompagnement d'un second violon,
- Mécanisme du violon,
- 12 estudis de doble cordes, tres quaderns d'estudis en la 2a, 4a i 6a posicions;
- 12 estudis rítmics sobre motius de Beethoven;
- Sis fugues a dos violins, etc.